# Stolnica v Volterri
Stolnica v Volterri (italijansko Cattedrale di Santa Maria Assunta ali Duomo di Volterra) je rimskokatoliška stolnica v Volterri v Italiji, posvečena Marijinemu vnebovzetju. Tu je sedež škofa iz Volterre.

## Zgodovina
Sedanja cerkev je bila obnovljena po potresu leta 1117, ki je uničil večino mesta in jo je posvetil papež Kalist II. Leta 1120. Podrobnosti prejšnje cerkve na tem mestu niso jasne, čeprav je cerkev, posvečena sveti Mariji, znana od 9. stoletja. To ni bila prvotna stolnica, ki je bila posvečena svetemu Petru in se nahaja ob škofovi palači; Florentinci so jo med obleganjem leta 1472 uničili, nato pa je škofov sedež prenesen v sedanjo stolnico.
Nicola Pisano naj bi bil sredi 13. stoletja vključen v nadaljnjo obnovo. Rustikalna kamnita fasada je bila zgrajena v romanskem slogu z uporabo spolij iz rimskega gledališča Volterra v portalu. Intarzija nad vrati je pripisana Pisanu.
Leta 1580 je škof Guido Serguidi z odobritvijo Ferdinanda I. de' Medici, velikega vojvode Toskane, naročil dekoracijo zapletenega kasetiranega stropa ladje in križišča, ki ga je zasnoval Francesco Capriani, izrezljal Jacopo Pavolini in pozlatil Fulvo della Tuccia. Na stropu so izklesani reliefi svetih Uga, Giusta, papeža Lina, Klemena, Atineje in Greciniana, okrog osrednjega simbola Svetega Duha. Kampanile leta 1493 je nadomestil starejši zvonik.

### Notranjost
Podolgovata ladja in notranji prostor tvorita latinski križ. Ladja obsega 22 stebrov, okrašenih s štukaturami, ki simulirajo rožnati granit. Večina notranjosti je bila obnovljena v letih 1842-1843. Štukaturne kapitele sta v 16. stoletju dokončala Giovanni Paolo Rossetti in Leonardo Ricciarelli. V 19. stoletju so bile notranje stene poslikane v črte, ki kažejo na tipično toskansko dekorativno cerkveno arhitekturo. Na tleh so ploščice iz izmeničnega temnega in belega marmorja.
Na prižnici so trije reliefi, ki prikazujejo Zadnjo večerjo, Oznanjenje in Izakovo žrtvovanje, levi na dnu stebrov pa so nedvomno dela šole Guglielmo iz 12. stoletja, ki jih je morda izklesal pisanski kipar Bonamico. Drugi elementi in alabastrska intarzija so bili dodani leta 1584, ko so razstavili prejšnjo ograjo in rekonstruirali prižnico.
Levo od vhoda je nagrobnik Francesca Gaetana Incontrija, nekdanjega firenškega nadškofa, ki je umrl leta 1781. Spomenik je bil postavljen leta 1840, z doprsnim kipom Aristodema Costolija in okrasom Mariano Falcinija. Pod spomenikom je osem marmornatih plošč intarzije, prvotno del toskanske ograje iz 12. stoletja.
Na glavnem oltarju, večinoma iz 19. stoletja, je marmornat ciborij s spremljajočimi angeli (1471), ki ga je izdelal Mino da Fiesole. Korne klopi so bile dokončane v 14. stoletju. Na stropu križišča so upodobitve Boga Očeta in Zgodbe o Marijinem življenju (1585) nad korom Niccola Circignanija.

## Kapele
V prvi kapeli, kapeli svetega Ottaviana, se relikvije tega svetnika hranijo v marmornem sarkofagu desno od oltarja, ki ga je izklesal Raffaello di Andrea Cioli. Leta 1522 je bil naročen, da se zahvali svetniku za njegovo posredovanje pri zaustavitvi epidemije kuge; svečniki z angeli so delo Andrea Ferruccija.
Na levi je kapela, ki jo je leta 1645 naročil Ludovico Incontri. V njenem marmornatem sarkofagu so posmrtni ostanki svetega Uga dei Saladinija, volterrskega škofa iz 12. stoletja.
Naslednja kapela je kapela Madonne dei Chierici, ki se sklicuje na leseno ikono Marije, ki jo je podaril Jacopo di Ciglio (znan kot Il Barbialla), izrezljal pa jo je Francesco di Valdambrino (začetek 15. stoletja).
Kapela svetega Pavla odpira severni transept. To kapelo je naročila družina Inghirami, zgrajena za admirala Jacoba Inghiramija, oblikoval pa jo je Alessandro Pieroni. Admiral se v prizoru, ki vključuje krstilnico Volterra, v pogovoru pojavi v luneti Procesije v Damask nad oltarjem. Giovanni Mannozzi (Giovanni di San Giovanni) je na strop naslikal freske Življenja svetega Pavla. Na stenah so slike Misijon svetega Pavla v Damasku avtorja Mattea Rossellija in Obglavljanje svetega Pavla (1623) Domenichina. Nad vrati župnišča visi platno Brezmadežnega spočetja s svetniki Cosima Daddija. Drugi umetniki, ki so prispevali k dekoraciji, so Gherardo Silvani, Giovanni Caccini in Francesco Curradi.
Ob severni strani ladje je kapela sv. Boštjana s sliko Francesca Cungija Mučeništvo sv. Boštjana (1587).
V stolnici je nagrobnik humanističnega škofa iz Cavaillona, Maria Maffeija, ki je umrl v Volterri leta 1537. Figura prelata, oblečenega v fino obleko v spalni pozi na sarkofagu, je izdelal Giovanni Angelo Montorsoli, eden od Michelangelovih pomočnikov.
Oratorij Device Marije (Cappella dell'Addolorata) vsebuje fresko Kristusovo rojstvo in Potovanje Treh kraljev Benozza Gozzolija na levi in Epifanija na desni. Poslikane terakotne figure, skoraj v naravni velikosti, so nedavno pripisane Giovanniju della Robbia.
Kapela najsvetejšega Jezusovega imena ima arhitekturni okvir iz 16. stoletja, v katerem je ohranjen Kristusov monogram, ki ga je Volterri podaril sv. Bernardin iz Siene, obdan z dragocenim srebrnim svetiščem iz 18. stoletja. Vsebuje tudi Oznanjenje Fra Bartolomeo della Porta (1497).
Kapela Verani vsebuje Brezmadežno spočetje (1586), ki ga je naslikal Niccolò Circignani. Kapela oznanjenja vsebuje Oznanjenje Albertinellija v sodelovanju s Fra Bartolomeom, ki je leta 1497 na platnu naslikal angela.
Prva kapela na desni strani vhoda, kapela Giorgi, ima oltar Pietera de Witteja, ki prikazuje Darilo Volterre Mariji in svetnikom (1587), ki jo je naročil kapitan Francesco del Bovino iz družine Giorgi, ki se pojavi na levi strani slike. V drugi kapeli na desni, v kapeli Collaini, je Marijino rojstvo (1618) Francesca Curradija, v tretji kapeli na desni strani pa je kapela Perissi, Predstavitev Marije v templju (1590) Gianbattiste Naldinija.
Nad vrati kapele San Carlo je slika Križanje z Marijo, svetniki Janezom, Antonomopatom, Frančiškom in Avguštinom 1611), ki jo je naslikal Curradi. Nad oltarjem je platno Ekstaza sv. Karla Borromejskega pred Marijo avtorja Jacopa Chimentija, na stranskih stenah pa sveta Marija Magdalena iz Scolara Guida Renija in Brezmadežno spočetje Francesca Brinija.
Od južnega transepta je vhod v kapelo Serguidi (1595), prej kapela najsvetejšega zakramenta ali kapela čudežev, katere zasnova je pripisana Vasariju. V štukaturi jo je okrasil Leonardo Ricciarelli, poslikal pa Giovanni Balducci. Stroški dekoracije so znašali več kot deset tisoč dukatov. Nad oltarjem je lesena tabla Lazarjevo vstajenje (1592) Santija di Tita. Na stranskih stenah sta dve sliki na platnu, prav tako Balduccija: Izgon nevernikov iz templja in Prispodoba o hlebcih in ribah (1591). Balducci je poslikal tudi freske na stropu in na obeh straneh oltarja. Agostino Veracini je na stenah naslikal Zavetnike Volterre (1741). Na oltarju so relikvije svetnikov Attinie in Greciane.
Kapela polaganja vsebuje skupino petih lesenih barvnih figur, ki predstavljajo Polaganje Kristusa v grob, ki jih je leta 1228 izdelal neznani volterranski umetnik.
Korne klopi so delo Francesca del Tonghia in Andreoccia di Bartolomea, medtem ko so lepe intarzije iz 15. stoletja na škofovem prestolu in kaplanove klopi delo neznanih toskanskih mojstrov.